# Eburna zeylanica
Eburna zeylanica es una especie de molusco gastrópodo neogastrópodo de la familia de los babilónidos. Se encuentra principalmente en el Océano Índico Occidental. Fue descripta originalmente por Bruguiere en 1789.